# ريتشارد كوينتين تويس
ريتشارد كوينتين تويس (بالإنجليزية: Richard Q. Twiss) (24 أغسطس 1920 – 20 مايو 2005) كان عالم فلك بريطاني. حصل هو و روبرت هانبري براون على ميدالية إدينجتون من الجمعية الفلكية الملكية في عام 1968.